# Посуда для специй

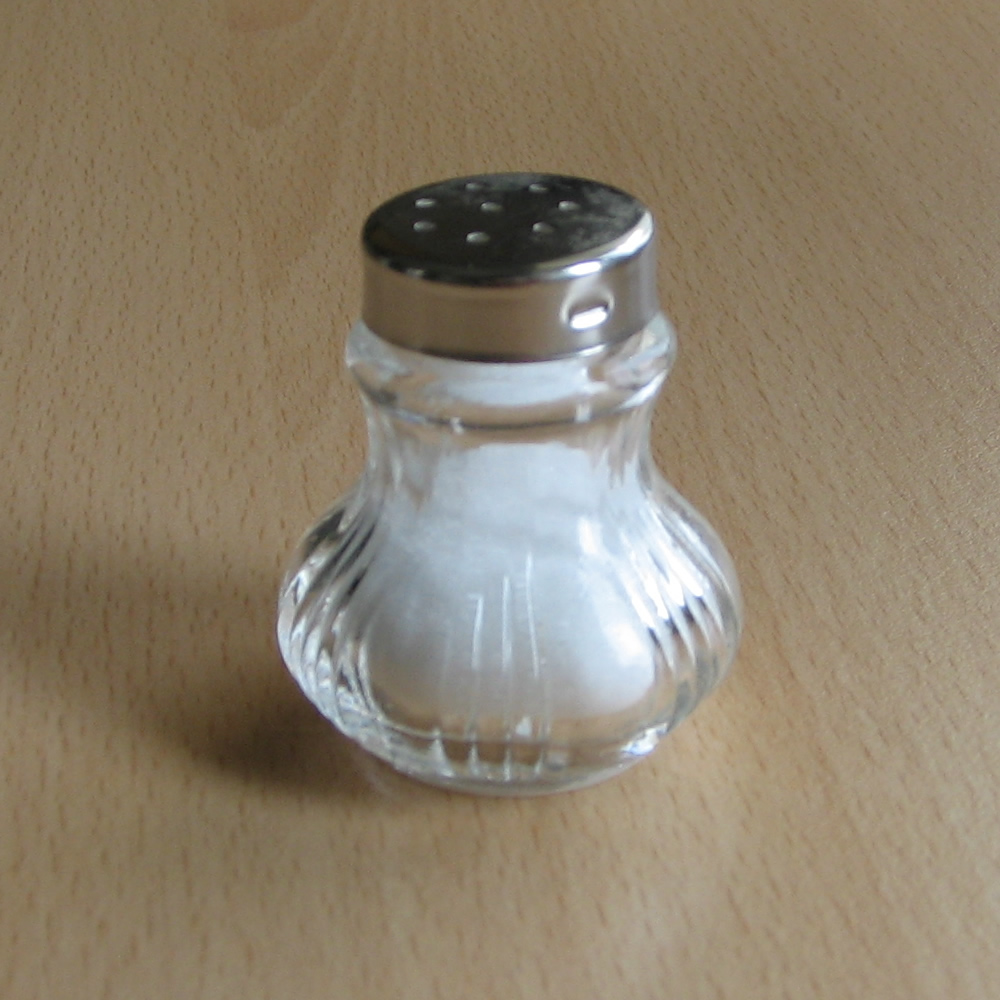
Солонка

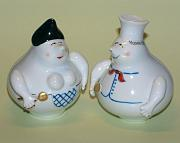
Набор для специй: солонка и перечница.

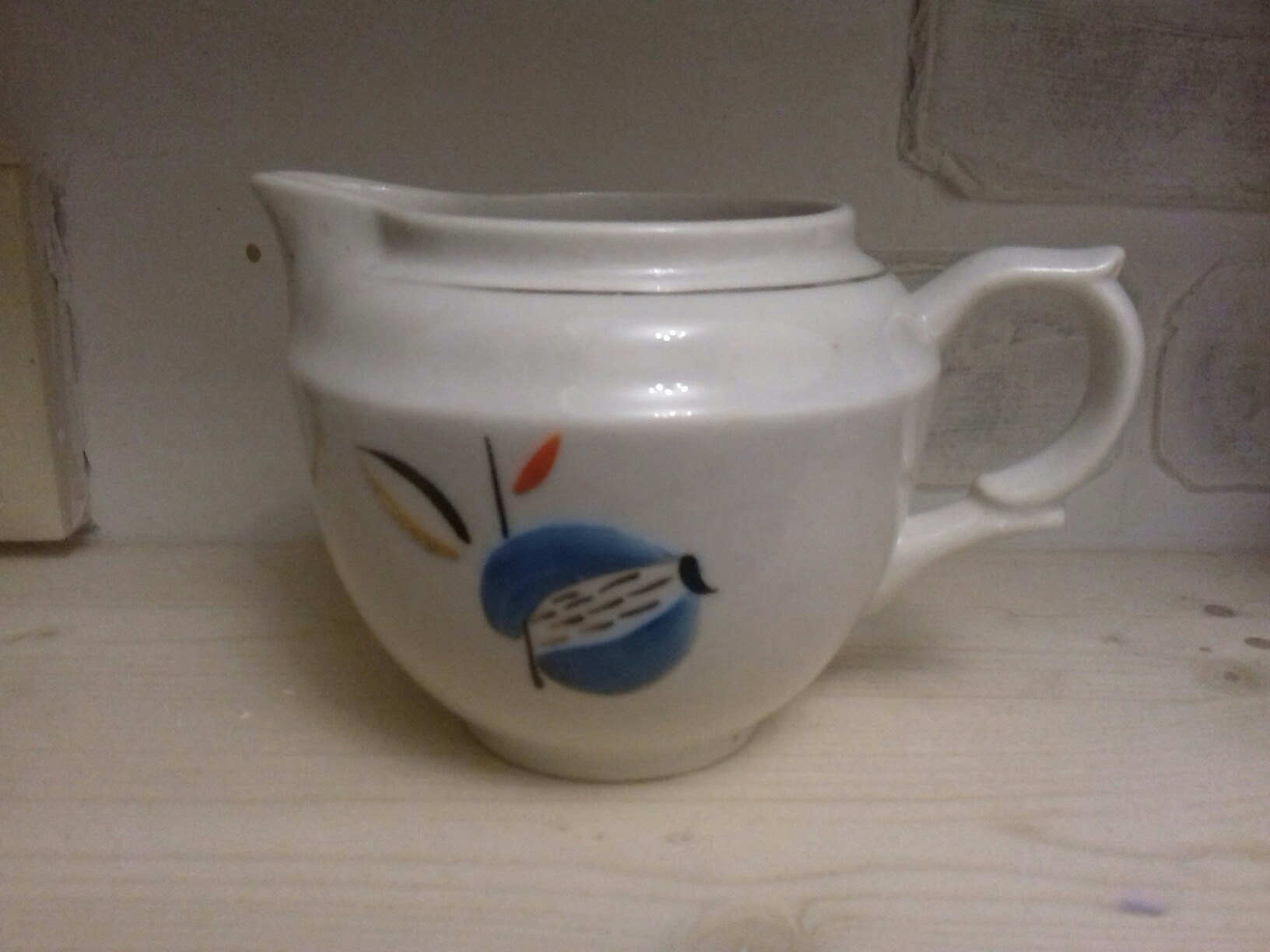
Соусница. СССР

Посуда для специй — изделия, представляющие собой небольшие сосуды и предназначенные для хранения и подачи к столу соли, перца, горчицы и других специй и приправ; могут являться элементом столовых судков.

## Виды
В зависимости от специи посуда для специй подразделяется на:
- солонки (солоницы, солила[2]) и перечницы — полые изделия различной формы с отверстиями в верхней части, предназначенные для крупинок соли и молотого перца соответственно.
- горчичницы (хренницы) — небольшие полые изделия различной формы с вырезом для ложечки или с крышкой, имеющей вырез для ложечки, предназначенное для горчицы, хрена.
- соусницы — (подливочники, сметанники) — изделия овальной или круглой формы с ручкой, носиком, предназначенное для подачи к столу соуса, сметаны и т. д.
- уксусники — изделия с узкой горловиной и пробкой, предназначенное для уксуса.

### Солонки
В верхней части солонки имеются маленькие отверстия, через которые содержимое можно дозированно высыпать; в зависимости от размера и предназначения число таких отверстий у различных солонок может существенно отличаться. В учреждениях общественного питания солонки иногда подаются на уксуснице-подставке. Наполнение солонки происходит после снятия крышки.
Солонки, как правило, изготавливаются из стекла, пластмассы, керамики, иногда из дерева или металла.
До середины XIX века словом «солонка» именовали обычно коробочки для хранения соли и пряностей, не содержавшие отверстий в крышках. В частности, традиционные русские солонки отличались разнообразием в зависимости от внешнего вида и материала изготовления. Зачастую солонки имели вид четырёх- или шестиугольного ящичка с откидной крышкой и высокой задней стенкой, облегчавшей передачу сосуда за столом. Солонкам, долблёным из куска дерева, придавали вид ковша, напоминающего плывущую утку (отсюда второе название — утица). Высоко поднятые «голова» и «хвост» использовались в качестве рукояток. Непосредственно соль помещалась в верхнюю часть «туловища» утицы. Деревянные солонки украшали резьбой и росписью. В дорогу брали солонки, плетёные из кусков бересты (методом прямого или косого плетения). На солонку распространялось почтительное отношение к соли в традиционной русской культуре. В частности, использовавшуюся за столом нельзя было дарить или продавать, иначе, по поверьям, тогда дом покинет счастье.
Прообразом современной солонки, содержащей отверстия, стала солонка, разработанная американцем Джоном Масоном в 1858 году. В Великобритании в 1898 году Генри Трэкером был получен патент на собственный вариант солонки. Солонки современного вида, препятствующие слёживанию их содержимого, начали производиться в 1920-х годах американской компанией Morton Sault, приобретя особенную популярность в 1930-е годы, когда во время Великой депрессии мировые производители керамических изделий сосредоточились на производстве недорогих товаров.
Ныне производятся как «обыкновенные» солонки, так и представляющие собой произведения искусства: выполненные из дорогих материалов, нетипичной формы (например, сделанные в виде какого-либо животного или забавного существа), богато украшенные или расписанные. Такие солонки могут являться предметом коллекционирования и даже становиться музейными экспонатами.